# Bornholmske Samlinger
Bornholmske samlinger er et årsskrift, udgivet af foreningen Bornholms Historiske Samfund siden 1906. 
Hvert år udgives en bog med historiske artikler og undersøgelser om Bornholm og bornholmere. 
Første udgave kom i 1906 året efter foreningens stiftelse. Første artikel var Det ældste paa Dansk trykte Skrift om Bornholm. Bd. 1. Første række havde 40 bind og udkom mellem 1906 og 1966.
Anden række havde 20 bind og udkom mellem 1964 og 1992. 
Tredje række havde 20 bind og udkom mellem 1987 og 2007. 
Fjerde række havde i 2016 ni bind og to ekstra udgivelser og udkom siden 2006.